# Ludwig Böck

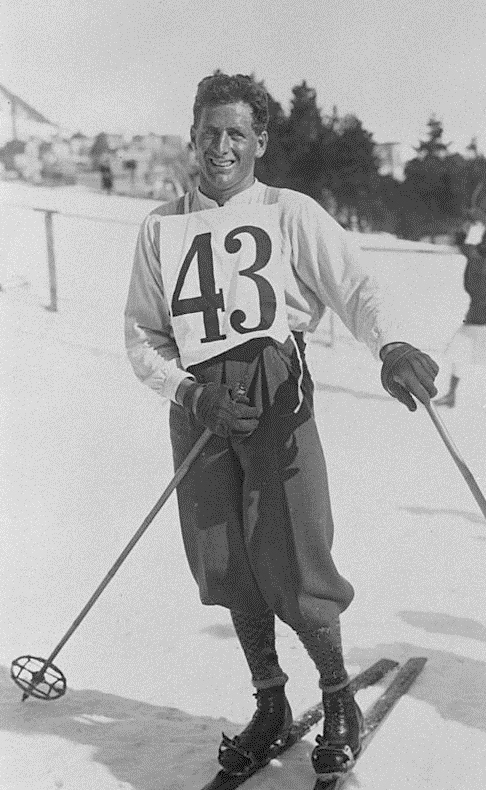
Ludwig Böck 1928.

Ludwig Böck, född 7 september 1902 i Nesselwang i Bayern, död där 14 mars 1960, var en tysk längdåkare. Han var med i de olympiska vinterspelen 1928 i Sankt Moritz och kom på fjortonde plats på 18 kilometer. Han deltog även i nordisk kombination och kom på sjunde plats.